# 善教寺 (海津市)
善教寺（ぜんきょうじ）は岐阜県海津市南濃町志津にある阿弥陀如来を本尊とする浄土宗の寺院で、山号は志津山。西美濃三十三霊場26番札所である。

## 概要
創建年不詳。往古当地に開山不明の勢至山岩井坊という天台宗の寺院があったと伝わる。また、1304年（嘉永元年）、美濃鍛冶の開創期の名匠である志津三郎兼氏が住んでいたといわれる。その後、寺運が傾き、元和年間に山伏が住んでいたという伝承がある。
時代が下って、大垣藩主戸田氏西が鷹狩りの際に当地を気に入り、自分の菩提寺を建てるよう遺言した。遺言を受けて、1690年（元禄3年）に志津山東向院善教寺として建立された。この時、円通寺聴誉保山和尚の中興で浄土宗に転宗した。
本堂及び鐘楼は1692年（元禄5年）、境内の地蔵堂は1831年（天保2年）に建立されたものである。上記の由来から氏西の木像を祀るほか、境内には刀匠志津三郎兼氏の顕彰碑も建つ。また、西美濃三十三霊場の第26番札所として千手観音が祀られている。